# Zihuatanejo
Zihuatanejo, Ixtapa-Zihuatanejo – miasto w Meksyku, w stanie Guerrero, nad Oceanem Spokojnym. W 2005 liczyło 61 308 mieszkańców.

## Miasta partnerskie
- Collingwood, Kanada
- Los Gatos, Stany Zjednoczone
- McAllen, Stany Zjednoczone
- Palm Desert, Stany Zjednoczone